# Cable (Wisconsin)
Cable es un pueblo ubicado en el condado de Bayfield en el estado estadounidense de Wisconsin. En el Censo de 2010 tenía una población de 825 habitantes y una densidad poblacional de 4,46 personas por km².

## Geografía
Cable se encuentra ubicado en las coordenadas 46°12′6″N 91°18′18″O / 46.20167, -91.30500. Según la Oficina del Censo de los Estados Unidos, Cable tiene una superficie total de 184.97 km², de la cual 179.63 km² corresponden a tierra firme y (2.89%) 5.34 km² es agua.

## Demografía
Según el censo de 2010, había 825 personas residiendo en Cable. La densidad de población era de 4,46 hab./km². De los 825 habitantes, Cable estaba compuesto por el 98.06% blancos, el 0.24% eran afroamericanos, el 0.12% eran amerindios, el 0.36% eran asiáticos, el 0% eran isleños del Pacífico, el 0.12% eran de otras razas y el 1.09% pertenecían a dos o más razas. Del total de la población el 0.48% eran hispanos o latinos de cualquier raza.